# Gekraagde lori
De gekraagde lori (Vini solitaria) is een vogel uit de familie Psittaculidae (papegaaien van de Oude Wereld) en de groep van de lori's.

## Verspreiding en leefgebied
Deze soort is endemisch op de Fiji-eilanden.